# Mala fides superveniens non nocet
Mala fides superveniens non nocet es una expresión latina, que puede traducirse como "la mala fe sobrevenida no daña", que hace referencia a un principio de Derecho, en virtud del cual, se entiende que, en materia de usucapión, en la que se precisa buena fe en la posesión en su iniciación, la mala fe declarada o sobrevenida con posterioridad al momento de la adquisición de la posesión no es obstáculo para que la usucapión prosiga a favor de quien así posee.
En Derecho romano, la buena fe sólo se exige en el momento de iniciar la posesión, por lo que la mala fe sobrevenida no nos impedirá cumplir la usucapión (D. 41, 10, 4pr), de donde los intérpretes han acuñado el principio mala fides superveniens non nocet: por ejemplo, si una vez iniciada la posesión, llegamos a saber que aquel a quien creíamos equivocadamente propietario, no es tal. 
El Código Civil español confirma los principios del Derecho romano respecto a la noción de buena fe en el artículo 1950. Sin embargo, a diferencia del Derecho romano, el Derecho español no sólo exige la buena fe en el momento del comienzo de la posesión, sino durante todo el tiempo necesario para usucapir, por lo que la expresión correspondiente cambiaría a mala fides superveniens nocet  (la mala fe sobrevenida daña). Si bien el Código no lo explicita, esta inferencia puede extraerse de la interpretación del artículo 1951, en relación con los arts. 435 y 436 del Código Civil.